# Wellstedia somalensis
Wellstedia somalensis är en strävbladig växtart som beskrevs av M. Thulin och A.N.B. Johansson. Wellstedia somalensis ingår i släktet Wellstedia och familjen strävbladiga växter. Inga underarter finns listade i Catalogue of Life.